# Let's Get Ridiculous
Let's Get Ridiculous is een nummer van de Amerikaanse LMFAO-rapper Redfoo uit 2013.
"Let's Get Ridiculous" is een vrolijk en uptempo dancenummer. De bijbehorende videoclip werd opgenomen in Manly in Australië, waar Redfoo jureerde in het vijfde seizoen van X Factor. Het nummer werd dan ook een nummer 1-hit in Australië, terwijl het in Redfoo's thuisland de Verenigde Staten echter een flop werd en buiten de Billboard Hot 100 viel. Ook in Nederland was de plaat met een 97e positie in de Single Top 100 niet heel succesvol, terwijl het in de Vlaamse Ultratop 50 wel een bescheiden succes was met een 31e positie.

## Tracklijst
Muziekdownload
1. "Let's Get Ridiculous" - 3:35